# Kosmîrîn, Buceaci
Kosmîrîn (în ucraineană Космирин) este localitatea de reședință a comunei Kosmîrîn din raionul Buceaci, regiunea Ternopil, Ucraina.

## Demografie
Componența lingvistică a localității Kosmîrîn
     Ucraineană (100%)
Conform recensământului din 2001, toată populația localității Kosmîrîn era vorbitoare de ucraineană (100%).